# 千葉市立緑町中学校
千葉市立緑町中学校（ちばしりつ みどりまちちゅうがっこう）は、千葉県千葉市稲毛区に所在する、公立中学校である。校章は千葉市立第五中学校として発足したことを示し、千葉市を意味する「C」，数字の「5」，中学校の「中」を象っている。

## 歴史
1947年（昭和22年）5月10日、学制改革により千葉市立第五中学校として発足、1951年（昭和26年）に千葉市立緑町中学校と改称した。

## アクセス
- JR西千葉駅で下車。徒歩約10分
- 京成千葉線みどり台駅で下車。徒歩約3分

## 著名な出身者
- 高橋英樹（俳優）
- 戸部真由香（バレーボール選手：KUROBEアクアフェアリーズ）